# Toamasina (província)
Toamasina é uma província de Madagáscar. Sua capital é a cidade de Toamasina.

## Regiões
| Nome            | Capital        |
| Alaotra Mangoro | Ambatondrazaka |
| Analanjirofo    | Fénérive Est   |
| Atsinanana      | Toamasina      |